# Fujiidera, Ōsaka
Fujiidera (tiếng Nhật: 藤井寺市, Phu-chi-đe-la) là một thành phố thuộc tỉnh Ōsaka, Nhật Bản.